# Општина Улму (Браила)
Улму (рум. Ulmu) општина је у Румунији у округу Браила.
Oпштина се налази на надморској висини од 43 m.